# Дэн Мэннюй
Дэн Мэннюй (кит. трад. 鄧猛女, ? — 165), также некоторое время носившая имя Лян Мэннюй (кит. трад. 梁猛女), а затем Бо Мэннюй (кит. трад. 薄猛女) — императрица из династии Хань, вторая супруга императора Хуань-ди.

## Биография

### Семья и происхождение
Дэн Мэннюй была дочерью Дэн Сяна и госпожи Сюань. В 153 или 154 году она была выбрана в гарем императора Хуань-ди. Так как обычно в гарем императора входили в возрасте 12 лет, то вероятно, что она родилась около 141 года.
Дэн Сян был внучатым племянником императрицы Дэн Суй, которая после смерти Хэ-ди 15-ти лет действовала как регент в качестве вдовствующей императрицы. Семья Дэн была знатной и в течение многих поколений пользовалась уважением в своей домашней области Наньян. Однако, после смерти Дэн Суй клан попал в немилость к императору Ань-ди и многие его видные представители были истреблены. Дэн Сян занимал только незначительные должности и умер через несколько лет после рождения своей дочери. Вскоре после этого его вдова госпожа Сюань снова вышла замуж, и её муж Лян Цзи (梁纪) стал отчимом Дэн Мэннюй. Этот Лян Цзи не был прямым родственником «главного генерала» (大將軍) и фактического регента Лян Цзи (梁冀), но был дядей госпожи Сунь Шоу — жены Лян Цзи (梁冀).

### Наложница в императорском дворце
Госпожа Сюань и её дети от Дэн Сяна таким образом породнились с Лян Цзи (梁冀) и также сменили фамилии на Лян. Дэн Мэннюй, теперь как Лян Мэннюй (梁猛女), при протекции Сунь Шоу вошла в гарем императора как «избранная госпожа» (采女) — низший ранг для наложницы императора, но её красота привлекла благосклонность императора и скоро она достигла высшего ранга — «уважаемой госпожи» (貴人). Сунь Шоу таким образом рассчитывала укрепить положение своей семьи — своего мужа Лян Цзи и его сестры — императрицы Лян Нюйин. Поначалу её расчёты оправдывались, так как Лян Мэннюй была покорна и не оказывала никакого соперничества.
Однако, Лян Мэннюй воспользовалась положением, чтобы получить титулы и высокие должности для своих родственников. Вскоре ситуация резко изменилась. Её отчим Лян Цзи (梁纪) умер, и таким образом родство клана Дэн с Сунь Шоу прервалось. А в 159 году неожиданно умерла императрица Лян Нюйин, и «главный генерал» Лян Цзи (梁冀) потерял влияние на императорский гарем. Чтобы вернуть своё влияние он решил удочерить госпожу Мэннюй и сделать её императрицей.
Хотя Хуань-ди был всё больше раздражён гегемонией Лян Цзи, он предпочитал Лян Мэннюй другим женщинам. Однако, её мать — госпожа Сюань имела собственные амбиции и воспротивилась такому удочерению. В ответ Лян Цзи послал своих слуг убить Бин Цзуня, который был мужем старшей сестры Мэннюй и советовал госпоже Сюань выступить против планов Лян Цзи. Госпожа Сюань не изменила своего решения, и Лян Цзи попытался убить её саму. Люди Лян Цзи ворвались в её особняк в столице, но она была предупреждена одним из соседей и смогла убежать во дворец к императору, где рассказала о случившемся. Заручившись поддержкой евнухов и дворцовой стражи, Хуань-ди отдал приказ отобрать печати у Лян Цзи и Сунь Шоу и сослать их на южную границу. Чтобы не быть схваченными, Лян Цзи и Сунь Шоу предпочли убить себя, а род Лян был уничтожен.

### Императрица
Пять дней спустя, 14 сентября 159 года, госпожа Мэннюй стала императрицей. Они и её родственники отреклись от связей с Лян Цзи, и по настоянию императора она сменила фамилию на Бо (薄, также встречается 亳). В 161 году старшие чиновники подали петицию, в которой говорилось, что неподобающе для императрицы избегать имени её отца, и ей была возвращена фамилия Дэн. Оё отец Дэн Сян получил посмертные должности и титулы, также получили знатный титул её мать госпожа Сюань и их внуки и другие родственники.
Вместе с этим, хотя её родственники имели различные военные назначения в столице, только её племянник Дэн Ванши, бывший другом детства императора Хуань-ди, занимал значимый пост. Хотя в сравнении с кланом Лян семья Дэн вела себя скромнее, она была непопулярна, и почести, которые ей оказывал император, вызывали протесты.
Император не обращал на протесты внимания и продолжал оказывать своей жене милости, однако Дэн Мэннюй не могла родить ему сына. Гарем императора рос, а позиции императрицы, чей возраст приближался к 30-ти ослабли. Она стала ревнива, склонна к пьянству и имела ожесточённую ссору с «уважаемой госпожой» Го. Она была властна и высокомерна, и император устав от её заносчивости и назойливости, в марте 165 года отправил её под арест, где она вскоре умерла «от горя». Она также обвинялась в следовании «еретическим доктринам» — неконфуцианским учениям и предрассудкам. Хотя это было распространённое обвинение в дворцовой политике, в данном случае оно могло быть и правдой — императрица могла искать магические способы поспособствовать рождению наследника, что воспринималось как кощунство по отношению к императору.
Вместе с падением императрицы, та же участь постигла и семью Дэн. Дэн Ванши и наследник титулов Дэн Сяна — Дэн Хуэй умерли в тюрьме, а другие её родственники лишились титулов и имущества, и были отосланы обратно в Наньян.